# Lehnstuhlmethode
Der Begriff Lehnstuhlmethode bezeichnet eine Methode, bei der der jeweilige Wissenschaftler sich bildlich gesprochen nicht aus seinem Lehnstuhl herausbegibt, um Wissenschaft zu betreiben. Stattdessen schätzt er von dort die Daten ein, mit denen er zu arbeiten hat, oder lässt sich diese von anderen beschreiben. Tatsächlich kann die Lehnstuhlmethode hilfreich für eine erste Beurteilung sein.